# 78
| [ Edytuj tabelę ] |                                                              |
| Cesarz Chin       | - 75 Han Zhangdi 88                                          |
| Władca Korei      | - 53 T’aejodae 146                                           |
| Król Nabatei      | - 70 Rabel II Soter 106                                      |
| Papież            | - 67 Linus 79                                                |
| Król Partów       | - 51 Wologazes I 78 - 78 Wologazes II 80 - 78 Pakorus II 105 |
| Cesarz Rzymu      | - 69 Wespazjan 79                                            |

Rok 78 / LXXVIII
stulecia: I wiek p.n.e. ~
I wiek ~
II wiek

lata: 68 «
73 «
74 «
75 «
76 «
77 «
78
» 79
» 80
» 81
» 82
» 83
» 88

## Wydarzenia
- Azja
  - Kuszanowie rozpoczęli podboje w Indiach

## Urodzili się
- Zhang Heng, chiński astronom, matematyk i wynalazca